# Élection présidentielle américaine de 1972 en Géorgie
L'élection présidentielle américaine de 1972 en Géorgie a lieu le 7 novembre 1972 comme dans les 49 États qui composent les États-Unis ainsi que le district de Columbia. Les électeurs géorgiens choisissent des grands électeurs pour les représenter dans le collège électoral à travers un vote populaire. La Géorgie dispose en 1972 de 12 grands électeurs. L'État donne l'ensemble de ses grands électeurs au candidat du Parti républicain, le président des États-Unis sortant Richard Nixon. 
Le candidat vainqueur de ce scrutin dans tout le pays sera également Nixon, qui commencera un second mandat à la présidence des États-Unis le 20 janvier 1973 mais démissionnera le 9 août 1974 à la suite du scandale du Watergate. 